# Кільчаста черв'яга
Кільчаста черв'яга (Siphonops) — рід земноводних родини Кільчасті черв'яги ряду Безногі земноводні. Має 5 видів.
Цей рід є найбільш звичайним для родини кільчастих черв'яг. Деякі види мешкають усередині мурашників й термітників. Розповсюдженні у Південній Америці на схід від Анд.

## Види
- Siphonops annulatus
- Siphonops hardyi
- Siphonops insulanus
- Siphonops leucoderus
- Siphonops paulensis